# Gianni Bartoli
Gianni Bartoli (Rovigno, 4 agosto 1900 – Trieste, 4 aprile 1973) è stato un politico italiano.

## Biografia
Dopo aver frequentato le scuole superiori a Trieste, Bartoli ha studiato elettromeccanica al Politecnico di Torino dal 1920 al 1926. Dopo la laurea, ha iniziato a lavorare per la TELVE, inizialmente a Venezia e a Pola, e dal 1940 come direttore a Trieste.
Nel 1943 si iscrisse alla Democrazia Cristiana, partito di cui fu segretario a Trieste dal 1945 al 1949. Venne eletto sindaco della città nel 1949, fu quindi il primo sindaco democraticamente eletto che guidò l'amministrazione comunale nel periodo del passaggio del Territorio Libero di Trieste all'Italia. Rimase in carica fino al 1957.
Tra i vari incarichi ricoperti ebbe quello di presidente del Conservatorio Giuseppe Tartini, del Consorzio per l'aeroporto giuliano, dell'Associazione Nazionale Venezia Giulia e Dalmazia e del Lloyd Triestino.
Muore a Trieste nel 1973, all'età di 72 anni.